# La Clayette
La Clayette is een gemeente van het Franse departement Saône-et-Loire. La Clayette telde op 1 januari 2022 1.596 inwoners. De gemeente maakte deel uit van het arrondissement Charolles en van het gemeentelijk samenwerkingsverband Communauté des Communes La Clayette Chauffailles en Brionnais. La Clayette telde op 1 januari 2022 1.596 inwoners.
In de plaats bevindt zich een groot kasteel en een lokale industrie. De wereldwijd actieve kranenbouwer Potain, opgericht in de gemeente, verliet la Clayette in 2013 hetgeen een klap voor de lokale economie betekende.

## Geografie
De oppervlakte van La Clayette bedroeg op 1 januari 2022 3,12 vierkante kilometer; de bevolkingsdichtheid was toen 511,5 inwoners per km². De gemeente ligt niet ver van Charolles (20 km), Paray-le-Monial (25 km), Cluny (40 km), Mâcon (60 km) and Lyon (90 km).
De onderstaande kaart toont de ligging van La Clayette met de belangrijkste infrastructuur en aangrenzende gemeenten: Baudemont, Curbigny, Varennes-sous-Dun, La Chapelle-sous-Dun.

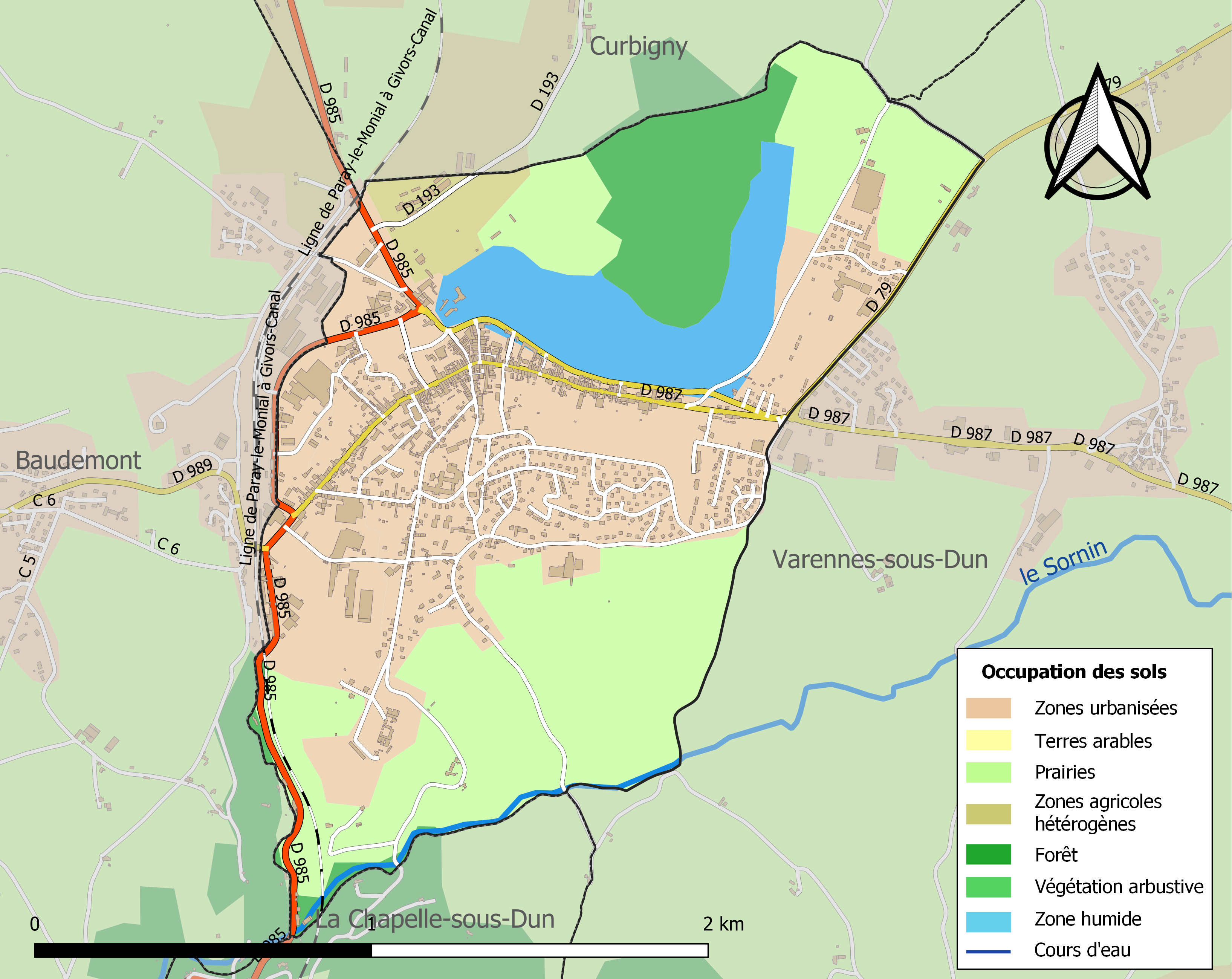
Kaart van de gemeente met de belangrijkste infrastructuur, bodemgebruik en omliggende gemeenten

## Demografie
Onderstaande figuur toont het verloop van het inwonertal (bron: INSEE-tellingen).

## Bezienswaardigheden

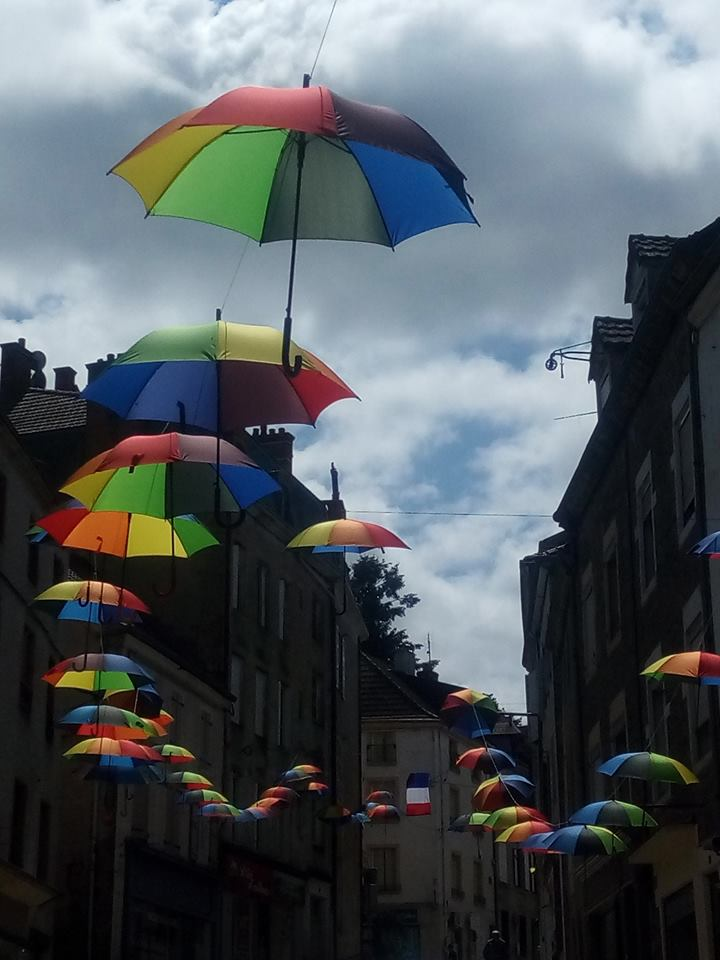
Kleurrijke paraplu's in de hemel. Rue du Commerce (2018)
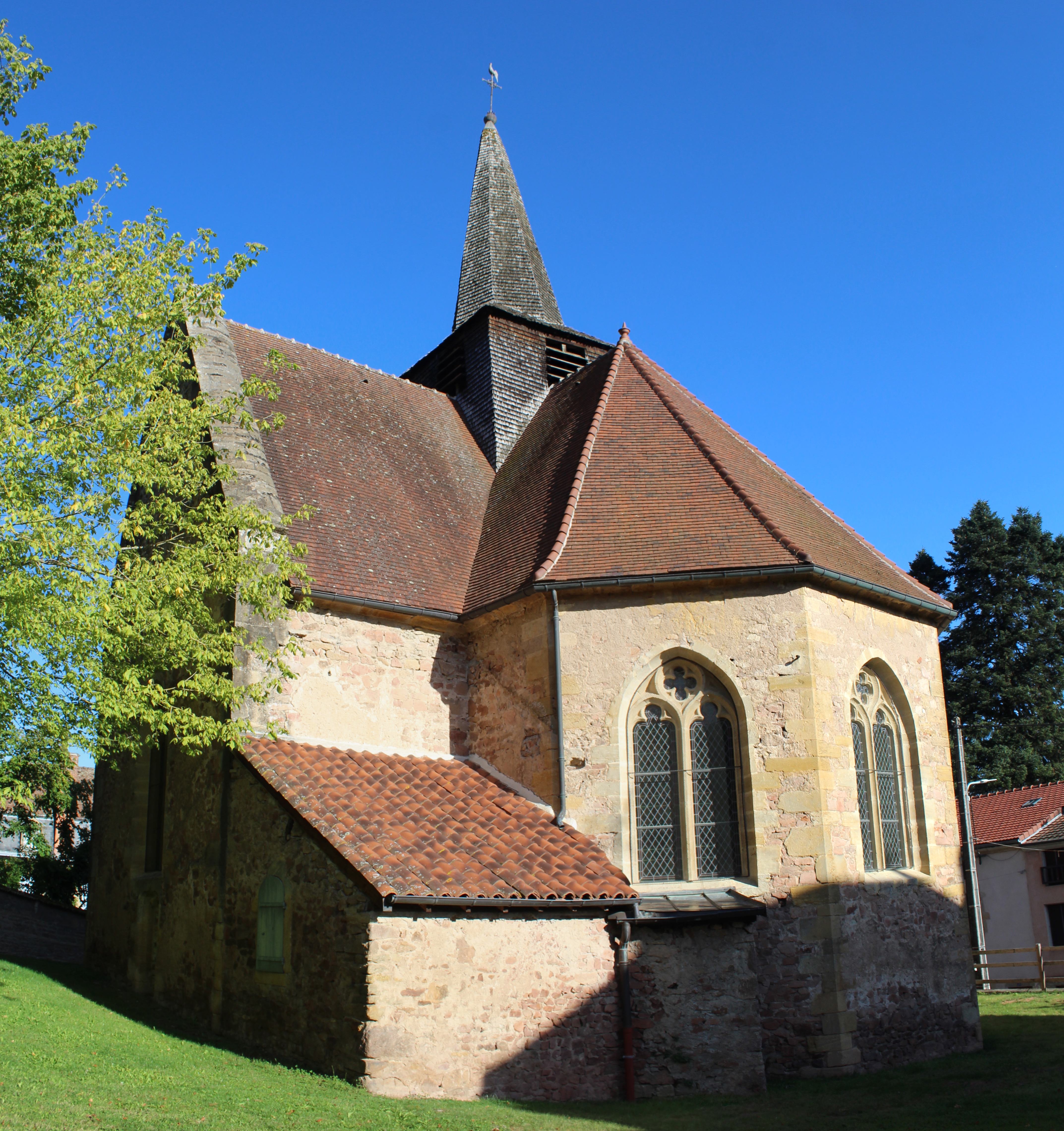
Kapel Sainte-Avoye
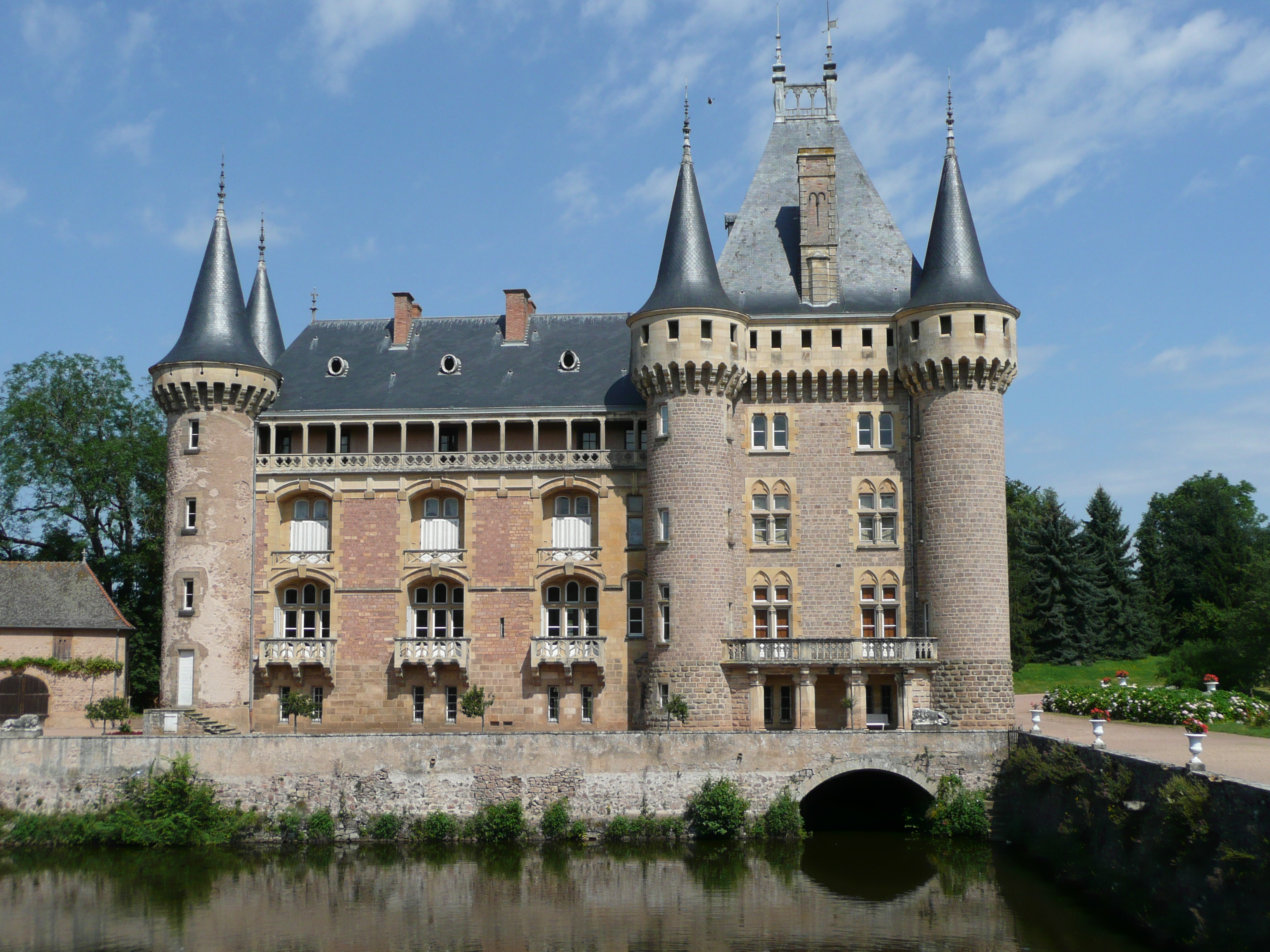
Kasteel van La Clayette

De Église Notre-Dame is een 19e-eeuwse rooms-katholieke kerk. Het ontwerp van de kerk is van A. Pinchard. De bouw duurde van 1889 tot 1894. De Chapelle Sainte-Avoye is een 15e-eeuwse vroeg-gotische kapel gesitueerd in het Rue Lamartine. De Rue de la Promenade is een laan met platanen langs het meer. Ten westen van de Rue de la Promenade ligt het oude centrum met o.a. een fontein op het Place des Fossés en het Kasteel van La Clayette uit de 14e-19e eeuw. Het kasteel is een overgebleven middeleeuwse burcht met een vrijwel intact verdedigingssysteem, die dan ook een belangrijke toeristische troef vormt voor de stad. Ten oosten ligt het Aire des Loisirs du Lac stadspark met veel hoogteverschillen en fraaie uitzichten over het meer. De belangrijkste winkelstraten zijn de Rue Centrale, de Rue du Commerce en de Rue du Château.

## Stedenbanden
- Göllheim (Duitsland)
- Marano Equo (Italië)

## Bekende inwoners uit La Clayette

### Geboren zijn en/of woonachtig zijn/geweest
- Alphonse de Lamartine (1790-1869), dichter, historicus en staatsman
- Marie-Aimée Gaillard (1883-1970) en Clotilde Gaillard (1907-2008), Rechtvaardige onder de Volkeren
- Bernard Dufoux (1937), chocolatier, Ridder in het Orde van Agrarische Verdienste en Ridder in het Legioen van Eer

## Externes link
- La Clayette